# Teofil z Antiochii
Teofil z Antiochii (żył w II w. po Chrystusie) – siódmy patriarcha Antiochii, apologeta chrześcijański, m.in. autor dzieła Do Autolika (Ad Autolycum).

## Życiorys
O życiu Teofila z Antiochii niewiele wiadomo. Urodził się i wychował w rodzinie pogańskiej. Chrześcijaństwo przyjął w wieku dojrzałym po dokładnej analizie Pisma Świętego. Został biskupem w Antiochii Syryjskiej.

## Święty
Teofil jest czczony jako święty w Kościele katolickim, gdzie wspomnienie liturgiczne obchodzone jest 13 października, jak i w Cerkwi prawosławnej – wspomnienie wypada 6 grudnia.

## Nauczanie

### O grzechu pierworodnym
Na temat upadku człowieka biskup Antiochii pisał w dziele Do Autolika. Styl Teofila, jako biskupa, duszpasterza, był prosty i dzięki temu jaśniej ukazywał doktrynę chrześcijańską. Wskazywał na fakt stworzenia mężczyzny i kobiety razem, by było jasne, że zostali uczynieni przez tego samego, jedynego Boga. Była to aluzja anty-gnostycka. Zostali oni uczynieni potencjalnie śmiertelnymi, tzn. nie mieli umrzeć, ale też nie byli nieśmiertelni. Adam był w stanie duchowego dziecięctwa, zdolny do zdobywania wiedzy stopniowo, według woli Opatrzności. Upadek i jego konsekwencje, opisane przez Księgę Rodzaju, Teofil rozumiał dosłownie. To, że opowiadanie biblijne jest prawdziwe, możemy stwierdzić poprzez nasze własne doświadczenie: bóle rodzenia, zawstydzenie węża, który wije się po ziemi. Bóg wygnał człowieka z raju na jakiś czas, by mógł odpokutować swoją winę.